# Вршац (женский баскетбольный клуб)
«ЖБК Вршац» — сербский женский баскетбольный клуб из Вршаца. Основан в 1945 году, является самым титулованный клубом в Сербии – 9 побед в национальном первенстве.

## История
Женский баскетбольный клуб из Вршаца основан в 1946 году. Поначалу клуб ориентирован на молодёжные и юношеские соревнования, но уже с 1964 года команда стала выступать в чемпионате Югославии, где успехов не достигла. 
Расцвет команды начинается с 1992 года, когда спонсором стал фармацевтическая компания «Гемофарм» и уже через четыре года баскетболистки выигрывают свой первый трофей – Кубок Сербии и Черногории, становятся серебряными призёрами чемпионата. В 1998 году «Гемофарм» выигрывает национальное первенство, которое ещё три года будет удерживать в своих руках. При этом команда устанавливает рекорды: 27 побед из 27 в сезоне 1997/98 и 26 побед из 26 в следующем сезоне.
Следующий чемпионский период будет ещё продолжительнее – 5 лет подряд, с 2005 по 2009 годы. Затем баскетболистки три года подряд проигрывают финал своему противнику из Белграда «Партизану».
В европейских турнирах лучший результат команда показала, дойдя до четвертьфинала, в Евролиге (1997/98, 1998/99) и Кубке Европы (2002/03, 2008/09). Помимо этого в сезоне 2011/12 «Гемофарм» занял 3-е место в розыгрыше Международной региональной лиге, где играют бывшие югославские команды.
С сезона 2012/13 фармацевтическая компания отказывается от спонсорства и команда полностью переходит на финансирование городскими властями. Клуб меняет название, распродаёт своих лучших игроков: Биляна Станкович, Марина Мандич, Саша Цадьо (все - «Партизан»), Тияна Айдукович («Парма»). Как итог, «Вршац» в очередном первенстве  Международной региональной лиги занимает 10-е место из 12, а в национальном первенстве, в-первые за последние 15 лет, не попадает в полуфинал плей-оффа.

## Титулы
- Чемпион Сербии: 1999 — 2001, 2005  — 2009
- Серебряный призёр  чемпионата Сербии: 1996, 1997, 2002, 2004, 2010  — 2012
- Обладатель  кубка Сербии: 1996, 1998, 1999, 2002, 2005 —  2010, 2012.

## Известные игроки
- Тамара Радочай